# Ciso Morales
Narciso Morales, detto Ciso (Talibon, 1988), è un pugile filippino.
Soprannominato "Kid Terrible", ha un record di 14-0.

## Carriera
Morales ha debuttato come professionista il 16 febbraio 2007 contro il connazionale Ramil Nunez al Sports Complex di Gusa, Cagayan de Oro, sconfiggendolo per KO tecnico alla prima ripresa.
Il 13 febbraio 2010 è in procinto di affrontare il messicano Fernando "Cochulito" Montiel per la corona WBO dei pesi gallo.